# Dmitrij Krojter
Dmitrij Krojter, hebr. ‏דמיטרי קרויטר‎ (ur. 18 lutego 1993 w Nieriungri) – izraelski lekkoatleta specjalizujący się w skoku wzwyż.

## Osiągnięcia
- 1. miejsce podczas zawodów III ligi drużynowych mistrzostw Europy (Sarajewo 2009)
- złoty medal mistrzostw świata juniorów młodszych (Bressanone 2009)
- srebro europejskiego festiwalu młodzieży (Tampere 2009)
- 2. lokata podczas II ligi drużynowych mistrzostw Europy (Belgrad 2010)
- złoty medal igrzysk olimpijskich młodzieży (Singapur 2010)
- 4. miejsce na mistrzostwach świata juniorów (Barcelona 2012)
- Brązowy medalista (w drużynie) igrzysk europejskich (2015) – indywidualnie zajął 3. miejsce w skoku wzwyż[2]
- srebrny medal młodzieżowych mistrzostw Europy (Tallinn 2015)
- medalista mistrzostw Izraela i Olimpiady Machabejskiej

W 2016 reprezentował Izrael na igrzyskach olimpijskich w Rio de Janeiro – zajął 41. miejsce w eliminacjach i nie awansował do finału.

## Rekordy życiowe
- skok wzwyż (stadion) – 2,29 (2015)
- skok wzwyż (hala) – 2,24 (2010) rekord świata kadetów
- trójskok – 15,88 (2015)